# Margaret de Lacy
Margaret de Lacy, II contessa di Lincoln (1206 circa – Hampstead, marzo 1266), figlia di Hawise di Chester, I contessa di Lincoln, da cui ereditò il titolo. È ricordata come una delle donne più importanti del medio XIII secolo..

## Biografia
Margaret de Lacy, nata Quincy, era l'unica figlia di Hawise di Chester, I contessa di Lincoln e di Robert de Quincy, a sua volta figlio di Saer de Quincy, I conte di Winchester. Il fratello di sua madre era Ranulph de Blondeville, IV conte di Chester, sia lui che il nonno avevano combattuto durante la prima guerra dei baroni, seppur su fronti opposti, lo zio era un realista ed il nonno un ribelle. Un anno prima di morire, nel 1231 Ranulph cedette alla sorella Hawise il titolo di conte di Lincoln e questa, un mese dopo, lo cedette alla figlia ed al genero John de Lacy. Margaret ed il marito, dunque, vennero ufficialmente investiti del titolo da re Enrico III d'Inghilterra il 23 novembre 1231, questo insieme alle già larghe proprietà di famiglia accrebbe notevolmente le loro ricchezze. Nel 1238 Margaret ed il marito pagarono una somma ingente perché il re consentisse alla loro figlia Matilde de Lacy di sposare l'ereditiere Riccardo de Clare, VI conte di Gloucester. Due anni dopo suo marito morì ed al titolo di Barone di Pontefract successe il loro figlio Edmondo, tuttavia egli era appena decenne, fu quindi Margaret ad amministrare per lui le proprietà fino al compimento del suo diciottesimo compleanno. Il ragazzo un giorno avrebbe ereditato il titolo di conte di Lincoln, insieme a quello di conte di Pembroke che Margaret aveva ereditato dal marito Walter Marshal, V conte di Pembroke che era morto nel 1245. Tuttavia il giovane Edmondo non ereditò mai il titolo di conte di Lincoln, che gli sarebbe passato alla morte della madre, perché la precedette di otto anni.
Durante la sua reggenza Margaret seppe amministrare con intelligenza, tanto che Roberto Grossatesta vescovo di Lincoln le dedicò un suo trattato sull'amministrazione delle proprietà.
Margaret si sposò una prima volta con John de Lacy attorno al 1221, l'idea delle famiglie era quella di unire i rispettivi patrimoni in un unico grande potere, il matrimonio generò due figli:
- Matilde de Lacy, VI contessa di Gloucester (25 gennaio 1223 - 1287 o 10 marzo 1289)
- Edmondo de Lacy, Barone di Pontefract (1230 circa - 1258). Si sposò nel 1247 con Alasia di Saluzzo, figlia di Manfredo III di Saluzzo, dalla quale ebbe tre figli, tra cui Enrico de Lacy che divenne III conte di Lincoln e sua volta divenne padre di Alice de Lacy che sposò Tommaso Plantageneto nel 1294.

Il 6 gennaio 1242 sposò Walter Marshal, V conte di Pembroke, il matrimonio si concluse senza figli alla morte di lui avvenuta il 24 novembre 1245. Rimasta vedova di nuovo ereditò per il figlio Edmondo il contado di Pembroke insieme alla signoria di Kildare in Irlanda. La sua dote la poneva sopra ogni altro sull'amministrazione delle proprietà del marito, questo tuttavia la portò a scontrarsi direttamente con la figlia, infatti la suocera di questa, Isabella di Pembroke, era la sorella del defunto Walter. Come risultato della disputa Margaret decise di lasciare al nipote Enrico de Lacy, figlio di Edmondo de Lacy, il titolo di conte di Lincoln.
Margaret morì nel marzo 1266 e venne sepolta a Clerkenwell.